# Flatormenis dolabrata
Flatormenis dolabrata är en insektsart som först beskrevs av Fowler 1900.  Flatormenis dolabrata ingår i släktet Flatormenis och familjen Flatidae. Inga underarter finns listade i Catalogue of Life.